# Eparchie Irinjalakuda
De eparchie Irinjalakuda (Latijn: Dioecesis Irinialakudensis) is een Syro-Malabar-katholieke eparchie met als zetel Irinjalakuda, in India. De eparchie is suffragaan aan de aartseparchie Trichur. 

## Geschiedenis
De eparchie werd opgericht op 22 juni 1978, uit delen van de eparchie Trichur, en was suffragaan aan de aartseparchie Ernakulam. Op 18 mei 1995 wisselde het van kerkprovincie en werd suffragaan aan de nieuw verheven aartseparchie Trichur. 

## Parochies
De eparchie had in 2021 een oppervlakte van 1.180 km2 en telde 1.396.000 inwoners waarvan 20,7% rooms-katholiek was.

## Bisschoppen
- James Pazhayattil (22 juni 1978 - 15 januari 2010)
- Pauly Kannookadan (15 januari 2010 - heden)

Trichur (aartseparchie) · Irinjalakuda · Palghat · Ramanathapuram